# Hermosillói főegyházmegye
Az Hermosillói főegyházmegye (spanyolul: Arquidiócesis de Hermosillo, latinul: Archidiœcesis Hermosillensis) a római katolikus egyház egyik mexikói főegyházmegyéje. Érseki székvárosa Hermosillo főszékesegyháza az ottani Nagyboldogasszony-székesegyház Érseke Ruy Rendon Leal.

## Szuffragán egyházmegyék
A főegyházmegye szuffragán egyházmegyéi:
- Ciudad Obregón-i egyházmegye
- Culiacáni egyházmegye
- Nogalesi egyházmegye

## Hermosillo főpásztorai
- Antonio María de los Reyes Almada püspök, O.F.M. (1780–1787)
- José Joaquín Granados y Gálvez püspök, O.F.M. (1788–1794)
- J. Damián Martínez de Galinsonga püspök, O.F.M. (1794–1795)
- Francisco Rousset de Jesús y Rosas püspök, O.F.M. (1798–1814)
- Bernardo del Espíritu Santo Martínez y Ocejo püspök, O.C.D. (1817–1825)
- Angel Mariano de Morales y Jasso püspök (1832–1834)
- José Lázaro de la Garza y Ballesteros püspök (1837–1850)
- Pedro José de Jesús Loza y Pardavé püspök (1852–1868)
- Gil Alamán y García Castrillo püspök (1868–1869)
- José de Jesús María Uriarte y Pérez püspök (1869–1883)
- Jesús María Rico y Santoyo püspök, O.F.M. (1883–1884)
- Herculano López de la Mora püspök (1887–1902)
- Ignacio Valdespino y Díaz püspök (1902–1913)
- Juan María Navarrete y Guerrero érsek (1919–1968)
- Carlos Quintero Arce érsek (1968–1996)
- José Ulises Macías Salcedo érsek (1996–2016)
- Ruy Rendon y Leal érsek (2016–)

## Szomszédos egyházmegyék
- Nogalesi egyházmegye (észak)
- Ciudad Obregón-i egyházmegye (délkelet)

## Fordítás
Ez a szócikk részben vagy egészben  a   Roman Catholic Archdiocese of Hermosillo című angol Wikipédia-szócikk fordításán alapul.  Az eredeti cikk szerkesztőit annak laptörténete sorolja fel. Ez a jelzés csupán a megfogalmazás eredetét és a szerzői jogokat jelzi, nem szolgál a cikkben szereplő információk forrásmegjelöléseként.